# Kirkebygda (Enebakk)
Kirkebygda, auch bekannt als Enebakk, ist eine Ortschaft in der norwegischen Kommune Enebakk, gelegen in der Provinz (Fylke) Akershus. Der Ort stellt das Verwaltungszentrum von Enebakk dar und hat 618 Einwohner (Stand: 1. Januar 2024).

## Geografie
Kirkebygda ist ein sogenannter Tettsted, also eine Ansiedlung, die für statistische Zwecke als eine städtische Siedlung gezählt wird. Kirkebygda liegt im Südosten der Kommune Enebakk und ist der kleinste Tettsted der Kommune. Die Ortschaft liegt am Fluss Igna, der weiter östlich in den See Øyeren fließt. Nahe der Igna liegt die Enebakk kirke, eine Steinkirche aus dem Jahr 1104.